# Nancy Haigh
Nancy Grace Haigh (1946) es una diseñadora de escenografía estadounidense. Recibió ocho candidaturas al Óscar y ganó el premio en la categoría de mejor diseño de producción en dos ocasiones, por su trabajo en Bugsy (1991) y Once Upon a Time in Hollywood (2019).

## Biografía
Se graduó en la universidad de arte de Massachusetts en 1968. Mientras cursaba la universidad, también estudiaba bellas artes en 3D, específicamente escultura y cerámica. En 1995, la universidad le otorgó el premio a la alumna distinguida.
Comenzó su carrera en el cine en 1983 junto a Francis Ford Coppola en Rumble Fish. Desde ese entonces, Nancy Haigh ha sido decoradora de set de numerosas películas, frecuentemente trabajando en producciones de los hermanos Coen.

## Filmografía
- Earth Girls Are Easy (1989)
- Field of Dreams (1989)
- Checking Out (1989)
- The Grifters (1990)
- Guilty by Suspicion (1991)
- Barton Fink (1991)
- Bugsy (1991)
- Hero (1992)
- Forrest Gump (1994)
- Waterworld (1995)
- Mars Attacks! (1996)
- Fear and Loathing in Las Vegas (1998)
- The Truman Show (1998)
- The Insider (1999)
- O Brother, Where Art Thou? (2000)
- A.I. Inteligencia artificial (2001)
- Camino a la perdición (2002)
- Big Fish (2003)
- Intolerable Cruelty (2003)
- The Ladykillers (2004)
- Jarhead (2005)
- Dreamgirls (2006)
- Ask the Dust (2006)
- No Country for Old Men (2007)
- Charlie Wilson's War (2007)
- Burn After Reading (2008)
- A Serious Man (2009)
- True Grit (2010)
- Moneyball (2011)
- Oz: The Great and Powerful (2013)
- August: Osage County (2013)
- Hail, Caesar! (2016)
- Café Society (2016)
- Rules Don't Apply (2016)
- Vivir de noche (2016)
- La balada de Buster Scruggs (2018)
- Once Upon a Time in Hollywood (2019)
- A Quiet Place Part II (2020)
- The Tragedy of Macbeth (2021)
- The Gray Man (2022)
- Drive-Away Dolls (2023)

## Premios
Premios Óscar
| Año  | Categoría                 | Película              | Resultado |
| ---- | ------------------------- | --------------------- | --------- |
| 1992 | Mejor dirección artística | Bugsy                 | Ganadora  |
| 1992 | Mejor dirección artística | Barton Fink           | Nominada  |
| 1995 | Mejor dirección artística | Forrest Gump          | Nominada  |
| 2003 | Mejor dirección artística | Camino a la perdición | Nominada  |
| 2007 | Mejor dirección artística | Dreamgirls            | Nominada  |
| 2011 | Mejor dirección artística | True Grit             | Nominado  |
| 2017 | Mejor dirección artística | Hail, Caesar!         | Nominado  |